# Krzysztof Kozik (piłkarz)
Krzysztof Damian Kozik (ur. 9 stycznia 1982 w Tychach) – polski piłkarz grający na pozycji bramkarza.
Jest wychowankiem Unii Bieruń Stary. Reprezentował również barwy takich klubów jak: RKS Radomsko, KS Myszków, Hetman Zamość, Aluminium Konin, GKS Bełchatów, Piast Gliwice, GKS Katowice, BKS Stal Bielsko-Biała i MRKS Czechowice-Dziedzice.